# 弗倫奇里弗 (明尼蘇達州)
弗倫奇里弗（英語：French River）是位於美國明尼蘇達州聖路易斯縣德盧斯鎮區的一個非建制地區。

## 地理
弗倫奇里弗所處的海拔為高於海平面198米（即650英呎），而該地所採用的時區為UTC-6，即北美中部時區（CST）。同時該地設有夏令時間，為UTC-6調快一小時，即UTC-5（CDT）。